# Klubový statek
Klubové statky (také uměle nedostatkové statky) jsou v ekonomii typy statků, někdy řazené jako podtyp veřejných statků, které jsou vyloučitelné ale nerivalitní, aspoň do dosáhnutí bodu, kdy se začne objevovat zahlcení. Tyto statky se často projevují vysokou výlučností, ale zároveň nízkou rivalitou ve spotřebě. Díky této charakteristické nízké rivalitě ve spotřebě mají klubové statky v podstatě nulové mezní náklady a jsou poskytovány s tím, co je obecně známé jako přirozené monopoly. Kromě toho se klubové statky vyznačují umělým nedostatkem. Teorie klubu je část ekonomie, která se zabývá studiem těchto statků. Jedna z nejznámějších studií známá jako „An Economic Theory of Clubs“ (Ekonomická teorie klubů) byla publikována Jamesem Buchananem v roce 1965 v časopise Economica. Buchanan se v této teorii zabývá následující otázkou. Jak velikost skupiny ovlivňuje dobrovolné poskytování veřejného statku a co je podstatnější, poskytuje teoretickou strukturu komunálních nebo kolektivních dohod o vlastnictví a spotřebě. Příkladem klubového statku je nezacpaná placená silnice. Je možné někoho vyloučit ze spotřeby tím, že mu odmítneme vjezd (například kvůli nezaplacení mýtného), ale není to rivalitní statek, protože užití silnice jedním člověkem nesnižuje užitelnost silnice pro ostatní. S pokračováním Buchananovy teorie klubů přišla celá řada vědců. V roce 1973 publikoval v časopise Economia Yew-Kwang Ng článek s názvem „The Economic Theory of Clubs – Pareto Optimality Conditions.“ Rozpracovává myšlenky z Buchananova článku a přichází s alternativní analýzou teorie klubů, která překonává některé její nedostatky.
|             | Vylučitelné                                       | Nevylučitelné                                         |
| ----------- | ------------------------------------------------- | ----------------------------------------------------- |
| Rivalitní   | Soukromé statky potraviny, oblečení, auta         | Smíšené statky ryby v moři, uhlí, plná silnice        |
| Nerivalitní | Klubové statky golfová hřiště, kina, satelitní TV | Veřejné statky vzduch, bezpečnost, pouliční osvětlení |

## Příklady
Příklady klubových statků jsou kina, satelitní televize, golfová hřiště, přístup k obsahu chráněným autorskými právy a služby poskytované společenskými nebo náboženskými spolky a kluby jejich členům. Evropská unie je také chápána jako klubový statek, protože služby poskytované Evropskou unií nemusejí být poskytovány nečlenským zemím, ale několik těchto služeb jsou nerivalitní ve spotřebě. Příklady jsou volný pohyb zboží, služeb, osob a kapitálu v rámci vnitřního trhu EU, zapojení do společné měny nebo podpora zemědělského sektoru skrze Společnou zemědělskou politiku (SZP, anglicky: CAP). Veřejné statky s výhodami vyhrazenými pro určitou skupinu lidí se mohou považovat za klubové statky. Například výdaje, z nichž mají prospěch všechny děti v domácnosti, nikoli však dospělí. Existence klubových statků může mezi dětmi ve větších rodinách snížit efekt sourozenecké soutěže (rivality) co se týče soukromých investicí. Zatímco velké množství dětí v rodině by obvykle snížilo míru soukromých investic na dítě, kvůli konkurenci o zdroje, účinek větší rodiny na klubové statky není tak jednoznačný. V důsledku úspor z rozsahu se mohou investiční podíly v klubovém statku nakonec zvýšit, protože relativní cena klesá, když v tomto příkladu větší rodina konzumuje klubový statek. Říká se jim statky specifické pro děti a lze je také označovat jako klubové statky. Specifické příklady pro soukromé klubové statky jsou členství v posilovnách, golfových klubech nebo plovárnách. Obě organizace generují dodatečné poplatky za použití. Například člověk nemusí pravidelně užívat bazén. Proto se místo soukromého bazénu stane členem klubového bazénu. Účtováním členských poplatků platí každý člen klubu za užívání bazénu, což z něj činí společný majetek, který je však stále vyloučitelný, protože jej mohou používat pouze členové. Služba je tedy vyloučitelná, nicméně je nerivalitní ve spotřebě, alespoň dokud není dosaženo určité úrovně přetížení. Myšlenka je taková, že individuální spotřeba a platby jsou nízké, ale celková spotřeba umožňuje úspory z rozsahu a snižuje jednotkové výrobní náklady.

## Vstup
Hlavní vlastností, která odděluje veřejné statky od klubových, je nevyloučitelnost ze spotřeby. Jak zmiňuje Cornes, Sandler (1986), dalším faktorem, který odděluje klubové statky od veřejných, je dobrovolný vstup jednotlivce do klubu. V případě veřejných statků se tak ztrácí možnost nejen jednotlivce jednoduše vyloučit, ale na druhou stranu i možnosti daného člověka nevyužívat statek. Tento problém se objevuje u veřejných statků, s jejichž efektem někteří lidé nesouhlasí, například u statku národní obrany – pokud se lidé z nějakých důvodů brání využívat tento statek (pacifisté) a zároveň jsou občany státu, který tento statek veřejně poskytuje, nemají žádnou možnost vystoupit ze spotřeby. To je zásadní rozdíl oproti klubovým statkům, kde mají jednotlivci vždy možnost statky nespotřebovávat.

## Klubové statky v Izraeli
Po analýze ultra-ortodoxních židů v Izraeli ekonom Eli Berman zmiňuje: Náboženské zákazy lze chápat jako extrémní daň ze sekulární činnosti mimo klub, která nahrazuje charitativní činnost v klubu. Náboženská komunita postrádající daňový úřad nebo neschopná dostatečně subvencovat charitativní činnost si může zvolit zákazy pro zvýšení této aktivity mezi členy. S tímto přístupem lze racionalizovat například dodržování soboty a dietní omezení. V této souvislosti je zvýšená přísnost náboženské praxe účinnou společnou reakcí na rostoucí reálné mzdy a na zvýšené vnější dotace.

## Teorie klubů
James M. Buchanan definuje klubovou teorii (studium klubových statků v ekonomii) ve své práci z roku 1965 „An Economic Theory of Clubs“ (česky: ekonomická teorie klubů). Zjistil, že v neoklasické ekonomické teorii a teoretické sociální ekonomice se jedná výlučně o osobní vlastnictví a veškeré statky a služby jsou soukromě užity či konzumovány. Během posledních dvou desetiletí před svým ustanovením v r. 1965 začali akademici také uvažovat o rozšíření teoretického rámce a společné nebo kolektivní dohody o spotřebě vlastnictví. Paul A. Samuelson učinil v tomto ohledu důležité ustanovení, které mělo za následek ostré rozlišování mezi zbožím, které je čistě soukromé, a zbožím, které je čistě veřejné. Zatímco byl rozšířen již dříve existující teoretický rámec, Buchanan zjistil, že stále existuje chybějící vazba, která pokryje celé spektrum možností spotřeby vlastnictví. Tato mezera obsahovala zboží, které je vyloučitelné a které je sdíleno více lidmi, než obvykle sdílí soukromé statky, ale méně lidmi, než obvykle sdílí veřejné statky. Celé spektrum by pokrývalo čistě soukromé aktivity na jedné straně a čistě veřejné nebo kolektivně prováděné činnosti na druhé straně. Proto podle Buchanana je třeba přidat teorii klubů. Cílem jeho teorie bylo řešit otázku určení „velikosti nejvíce žádoucích opatření ke sdílení nákladů a spotřeby.“ Buchanan svou teorií navazuje na definice Paula A. Samuelsona z jeho článku „A Pure Theory of Public Expenditure“ a tvrdí, že ostré vymezení na zboží a služby které jsou čistě soukromé a čistě veřejné není dostačující a přichází s teorií, která má překlenout mezeru mezi soukromými a veřejnými statky, teorií, kterou on sám popisuje jako teorii kooperativního členství. S teorií podobnou Buchananově přichází ve stejném roce Mancur Olson (1965), nicméně jeho práce zůstává spíše u popisu chování jednotlivců než u samotného modelu. Olson také ve své práci nikdy nepoužil označení klub pro kolektiv sdílející statek, který není čistě veřejný. Model byl založen na předpokladech, že jednotlivci mají podobné preference jak pro soukromé, tak pro veřejné statky, velikost klubových statků a rovné rozdělení nákladů. Jak se později ukázalo, model má některé nedostatky, hlavně co do požadavků na homogenitu preferencí uživatelů, nicméně slouží jako základní kámen pro rozšíření podvědomí o statcích, které se vymykají škatulkám „čistě soukromý“, popřípadě „čistě veřejný“. Ekonomická teorie klubů se dále snaží zodpovědět rovnováhu v podzásobování veřejné rezervy statků. Poskytování klubových statků federální nebo centrální vládou muže někdy představovat alternativu k poskytování veřejných statků. Problémem klubové teorie je, že nemusí vyústit v rovnoprávné a demokratické rozdělení statků, které by nakonec zapříčinilo jeho charakteristikou výlučnost. James M. Buchanan se primárně zajímal o dobrovolné kluby. V těchto případech může teorie klubových statků kriticky zhodnotit, jak dosáhnout optimálního počtu členů klubu, a také maximálního užitku těchto členů. Příkladem soukromého zboží, které Buchanan nabídl k ilustraci tohoto konceptu, byly účesy a boty. Dva lidé nemohou nosit přesně ten stejný pár bot ve stejnou dobu, ale dva nebo více lidí se může střídat v jejich nošení. Jak roste počet osob sdílejících stejnou dvojici bot, množství užitku, které každá osoba odvozuje od bot, se zmenšuje. V případě služby, jakou je účes platí stejná logika. James M. Buchanan, který používá příklad bazénu, uvádí, že: Vzhledem k tomu, že se více osob může podělit o využití daného zařízení a jeho danou velikost, zhodnocení výhod na daném statku po určité chvíli poklesne. Může se samozřejmě jednat o jak rostoucí, tak i konstantní rozsah celkové výhody, ale v určitém okamžiku se přetíží a jeho hodnocení statku klesne. Ale každý nový člen (nebo spolumajitel) pomáhá snížit cenu za klubový statek, takže tu vždy bude nějaká optimální velikost tohoto statku, která maximalizuje benefity členů. V 90. letech Richard Crones a Todd Sandler přišli se třemi podmínkami, které určují optimální klubovou velikost, která je založena na porovnání nákladů a mezních užitků. Za prvé, ustanovení podmínky, která vyžaduje stanovení výnosů pro členy ze snížení nákladů na přetížení, a jejich stanovení ve srovnání s náklady na kapacitu. Za druhé, podmínka využití, která vyžaduje efektivní využití kapacity. Tady se uživatelské poplatky rovnají mezním užitkům členů ze spotřeby a nákladům, které členská účast způsobuje ostatním. Pokud je poplatek nastaven moc nízko, bude kapacita klubu nadměrně využívaná. Pokud je poplatek příliš vysoký, kapacita nebude plně využívána. Proto musí být klubové statky oceněné způsobem, který je přiměřený pro kapitál členů. Třetí podmínkou je, že se do klubu přidávají noví členové, dokud se mezní užitek z dalšího členství nerovná mezním nákladům na přetížení. Kvůli těmto třem podmínkám je tu obvykle dvoudílné určování ceny klubových statků. Jedním z nich jsou fixní předběžné členské poplatky a druhým je jednotkový poplatek k dosažení optimálního využití. V případě čistě veřejného statku, jako např. politický lobbing, dvoudílné stanovení ceny není možné. Klub může ale poskytnout selektivní pobídky, nazývané jako privilegia pro členy. To mohou být například předplatné klubového časopisu nebo novin. Vzhledem k tomu že kluby soutěží o členy, a dokud mohou být kluby volně uzavřeny a členové mají možnost vystoupit, budou ceny klubů v souladu s náklady. Možnost volného odchodu z klubu brání klubu v účtování cen, které jsou vysoké, ale zároveň tím také podporuje černé pasažéry. Členové tím pádem nevyužívají své výhody, snižují společné úsilí vůči samotnému klubu a využívají výhod ostatních členů klubu. Teorie klubů byla intenzivně aplikována na oblast mezinárodních aliancí. Olson a Zeckhauser publikovali v roce 1967 analýzu sdílených nákladů aliance NATO. Zejména určují podmínky, za kterých by bylo v zájmu členů klubu zvětšit velikost NATO. Podle nich každý člen platí poplatky podle svých specifických mezních hodnot. Proto se podíly na nákladech počítají na základě celkových nákladů klubu a velikosti skupiny. Poukazují na to, že USA jsou zdaleka největším přispěvatelem do NATO a tím ke společnému cíli této instituce. Nastala otázka, zda jsou rozdíly v členských příspěvcích přiměřené vzhledem k tomu, že každá země ocení zboží, které ji aliance dodá. Jinak je rozdělení podílů na nákladech nespravedlivé a znamená to, že některé státy jsou černými pasažéry.

## Limitace Buchananova modelu
Buchananova teorie má určité nedostatky. V první řadě se opírá o předpoklad, že všichni členové klubu jsou identičtí a podílí se stejně na užitku daného statku a jeho nákladech. Implicitně to znamená, že potřeby a cíle jednotlivce jsou stejné. Díky tomuto omezení se dá najít optimální počet participantů i množství statku a počítat maximální užitek jednotlivce jako průměrný užitek. Tento předpoklad je však pro realitu velmi restriktivní. Pokud by to platilo, velice by se zjednodušilo modelování vzhledem ke stejnému poměru využívání daného statku každým jednotlivcem. Nicméně lidé nejsou ve svých potřebách homogenní, a tak zatímco (například v případě použití bazénu jakožto klubového statku) jeden uživatel bude výhod tohoto statku využívat každý den, další se spokojí jeho návštěvou jednou za tři dny a bude tedy požadovat menší participaci na nákladech spojených se zřízením a udržováním. Tento problém dále řeší například Hesley, Strange (1991). Druhým nedostatkem, souvisejícím s předpokladem homogenity jednotlivých participantů je způsob, jakým se počítá užitek jednotlivce. Optimum celého modelu se nachází v bodě, kde se rovnají mezní užitek a mezní náklady z příchodu dalšího člena. Buchanan ale díky předpokladu homogenity maximalizuje čistý prospěch jednotlivce jako průměrný prospěch. Dalším omezujícím předpokladem je perfektní vyloučení ze spotřeby bez jakýchkoliv transakčních nákladů. Tyto dva požadavky v podstatě vylučují problém černého pasažéra. Jak zmiňuje Buchanan, „pokud si jednotlivci myslí, že vyloučení není úplně možné, [...] nemusí být ochotní dobrovolně přistoupit do procesu sdílení nákladů.“ Pro perfektní fungování klubu je tedy zapotřebí zajistit nástroje vedoucí k vyloučení černých pasažérů ze spotřeby nebo aspoň k jejich postižení. Ačkoliv se tím zvyšují transakční náklady, zvyšuje se zároveň ochota jednotlivce podílet se na obstarávání statku, protože má jistotu, že nikdo jiný nebude využívat jeho výhody zadarmo.